# Renunziation
Die Renunziation (Verb: renunzieren) ist ein völkerrechtlicher Akt, mit dem ein völkerrechtliches Subjekt einen Verzicht erklärt. Der Begriff kommt aus dem Lateinischen und wird auch bei Gericht angewandt, wenn – in einem Renunziationsschreiben – auf die Eingabe für eine weitere Verhandlung verzichtet wird. Ebenso wird die Verzichtleistung eines Monarchen, Thronfolgers oder Kronprätendenten auf die Krone bezeichnet (siehe Abdikation).